# Malaxis carnosa
Malaxis carnosa là một loài thực vật có hoa trong họ Lan. Loài này được (Kunth) C.Schweinf. mô tả khoa học đầu tiên năm 1941.